# زبان انگلیسی تجارت

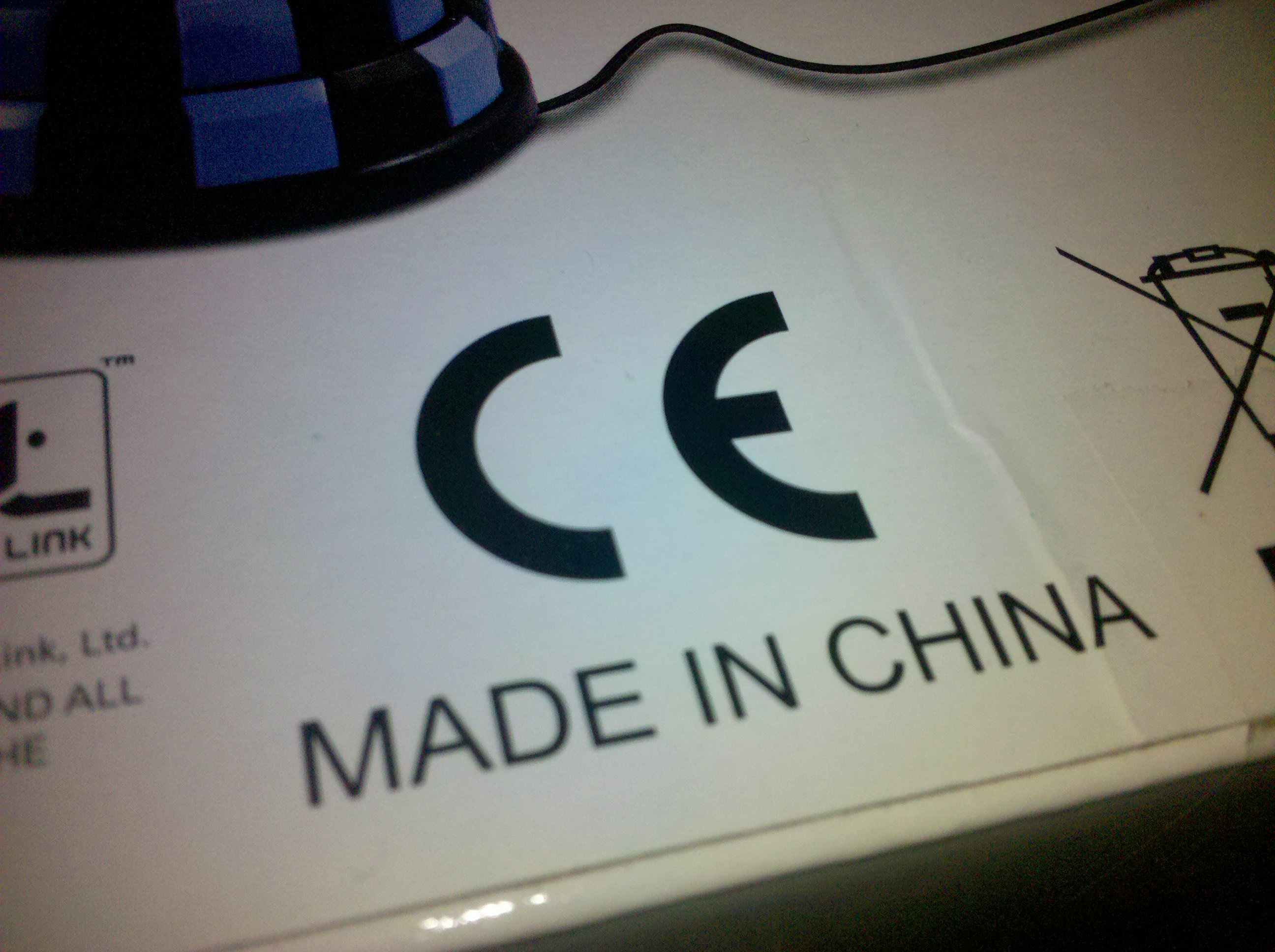
جمله معروف Made in به معنای «ساخت شده داخلِ» است که بسیار در صادرات محصولات استفاده می‌شود.

زبان انگلیسی کار و تجارت یا زبان انگلیسی بازرگانی (به انگلیسی: Business English) نوعی از زبان انگلیسی است که علاوه بر زبان روزمره به نحوی خاص تر به کار و تجارت بین‌الملل می‌پردازد. زبان انگلیسی کار و تجارت یا بخشی از "انگلیسی برای اهداف خاص(ESP)" است و می‌توان از آن به عنوان یک مهارت تخصصی در در حوزه یادگیری و آموزش زبان انگلیسی نام برد؛ به‌طور مثال سازمان معلمین IATEFL یک گروه تخصصی ویژه برای این امر به نام BESIG دارد. بسیاری از کسانی که انگلیسی صحبت می‌کنند این زبان را تنها با هدف انجام بیزنس یا کار با کشورهای انگلیسی زبان، یا هر کمپانی که به ناچار باید از انگلیسی استفاده کند فرا می‌گیرند. بیشتر ارتباطات انگلیسی زبانی که در حلقه‌های بیزنس در سرتاسر جهان صورت می‌گیرد بین انگلیسی زبانان غیر بومی است (کسانی که اهل بریتانیا نیستند اما به زبان انگلیسی مسلط هستند). دراینچنین مواردی موضوع، تمرین ارتباطات مؤثر و کارآمد است. قوانین سختگیرانه گرامر در این نمونه‌ها بعضاً نادیده گرفته می‌شوند؛ برای مثال، تنها هدف یک مذاکره‌کننده مضطرب این است که هر چه سریعتر به یک توافق دست پیدا کند! (به مقاله زبانشناس Braj Kachru' در مورد تءوری "گسترش حلقه هاً نظر شود)
انگلیسی کار و تجارت برای افراد مختلف معانی مختلفی دارد. برای برخی تمرکز روی واژگان و موضوعات مورد استفاده در جهان کسب و کار، تجارتهای مالی، اقتصاد و روابط بین‌المللی است؛ و برای برخی دیگر مهارت‌های ارتباطی مورد استفاده در محل کار است که بر زبان و مهارت‌های مورد نیاز برای ارتباطات ساده کاری-تجاری مانند سخنرانیها، مذاکرات، جلسات، گپهای کوتاه، معاشرت، مکاتبات، گزارش‌نویسی و رویکردهای سیستماتیک تمرکز دارد. هر دو این موارد می‌توان به انگلیسی زبانها (کسانی که زبان مادریشان انگلیسی است) تدریس شود، به عنوان مثال دبیرستان دانش آموزان دبیرستانی که برای ورود به بازار کار آماده می‌شوند.
انگلیسی کار و تجارت واریاسیونی از انگلیسی بین‌الملل است که می‌تواند در کالج یا دانشگاه مورد مطالعه قرار بگیرد. موسسات مختلفی در سرتا سر دنیا کورسها و دوره‌های متعددی از Business English یا همان انگلیسی کار و تجارت را ارائه می‌دهند که البته به مدرک BEC را در این مورد ارائه می‌کنند.

## اوکراین
در دولت اوکراین، زبان انگلیسی تجارت جایگزین زبان روسی تجارت خواهد شد که موجب توسعه تجارت، جذب سرمایه گذاری و تسریع در پیوستن کی‌یف به اتحادیه اروپا می شود.